# Nord 500 Cadet
Nord 500 Cadet (později po fúzi Nord Aviation se společností Aérospatiale přejmenován na Aérospatiale N 500) byl francouzský experimentální konvertoplán postavený pro výzkumné účely společností Nord Aviation koncem 60. let 20. století. Šlo o konvertoplán s překlopnými zaplášťovanými vrtulemi (koncepce „Tilt Duct“). Letadlo bylo schopno vertikálního vzletu a přistání (VTOL).

## Vývoj a konstrukce
Konvertoplán Nord 500 Cadet byl jednomístný experimentální stroj sloužící jako testovací platforma pro koncepci „Tilt Duct“ (zaplášťovaná překlopná vrtule). Uzavřená kabina obsahovala vystřelovací sedačku. Dva turbohřídelové motory Allison 250-C18 (některé zdroje uvádí typy Allison T63-A5T nebo Allison T63-A-5A) se nacházely na bocích trupu v jeho zadní části. Přes propojené hřídele poháněly dvojici pětilistých vrtulí o průměru 1,5 m umístěných na krátkých křídlech. Zaplášťované vrtule byly otočné i s malou částí křídla. Na zadní části vrtulových prstenců se nacházel systém řídících ploch. Otáčení kolem svislé osy zajišťoval diferenciální tah, kolem podélné osy rozdílné klopení jednotlivých vrtulí a kolem příčné osy společné naklápění vrtulí.
První prototyp byl postaven na jaře 1967 a používal se k pozemním a mechanickým testům. Druhý prototyp uskutečnil svůj první vznes (připoutaný na lanech) v červenci 1968.
V roce 1970 se firma Nord Aviation sloučila s jinou francouzskou leteckou společností Aérospatiale Corporation a letadlo bylo přejmenováno na Aérospatiale N 500. Plánovala se stavba upravené a výkonnější verze, ale program byl v roce 1971 zrušen. Konvertoplán nikdy nepřešel do horizontálního letu, nedosáhl tak rychlosti 350 km/h, se kterou se počítalo.

## Specifikace
Data z:

### Technické údaje
- Posádka: 1 pilot
- Rozpětí křídla: 6,14 m (včetně prstenců)
- Průměr vrtulí: 2× 1,5 m
- Délka: 6,58 m
- Max. vzletová hmotnost: 1 250 kg
- Pohon: 2× turbohřídelový motor Allison 250-C18; 236 kW každý

### Výkony
- Maximální rychlost: 350 km/h